# Herman Petignat

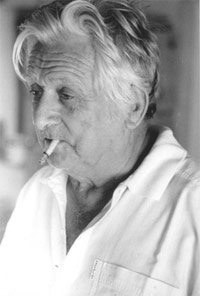
Herman Petignat

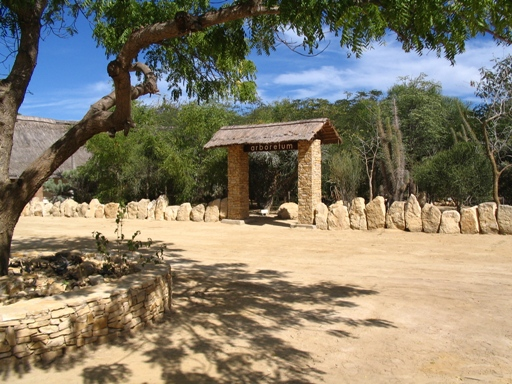
Eingang des Arboretum in Antsokay

Herman Petignat (* 2. Mai 1923 in Porrentruy; † 4. März 2000 in Toliara) war ein Schweizer Botaniker und Kenner der Xerophyten- und Sukkulentenvegetation in der Umgebung von Toliara auf Madagaskar. Sein offizielles botanisches Autorenkürzel lautet „Petignat“.
Er legte 1980 in Antsokay im Süden von Toliara das Arboretum d’Antsokay an, welches die grösste Sammlung der im Süden von Madagaskar vorkommenden Pflanzen ist. Petignat war eine der Kontaktpersonen Werner Rauhs in Madagaskar, mit dem er einige Expeditionen unternahm und mehrere neue Pflanzenarten beschrieb, z. B. Euphorbia spinicapsula Rauh & Petignat. 

## Von Petignat beschriebene Taxa
- Euphorbia spinicapsula Rauh & Petignat,
- Euphorbia kamponii Rauh & Petignat,
- Euphorbia suzannae-marnierae Rauh & Petignat,
- Aloe ruffingiana Rauh & Petignat

## Nach Petignat benannte Taxa
Ihm zu Ehren wurden die Pflanzenarten benannt:
- Ceropegia petignatii Rauh (Apocynaceae)
- Cynanchum petignatii Liede & Rauh (Apocynaceae)